# Death Wish (phim 1974)
Death Wish (tiếng Việt: Điều ước tử thần) là 1 bộ phim thuộc thể loại tội phạm, vigilante (vigilante là danh từ để chỉ những người thực thi công lý nhưng không thuộc bên pháp luật) của Mỹ. Phim được sản xuất vào năm 1974 do Michael Winner làm đạo diễn. Đây là phần mở đầu của series phim Death Wish. Phim có sự tham gia của dàn diễn viên gạo cội như Charles Bronson,Hope Lange, Vincent Gardenia, Kathleen Tolan,...Sau khi ra mắt phim đã thu về 22 triệu USD
Phiên bản làm lại của phim này vào năm 2018 trong đó nhân vật Paul Kersey do nam diễn viên Bruce Willis thủ vai ra mắt vào ngày 2 tháng 3, 2018 với tên gọi là Thần chết.Tên nhân vật của phiên bản này sẽ có sự thay đổi trong khi thân phận Paul Kersey sẽ có chút khác biệt với bản gốc .

## Cốt truyện
Paul Kersey vốn là 1 cựu binh Chiến tranh Triều Tiên đã giải ngũ. Ông sống ở Manhattan làm nghề Kiến trúc sư và có 1 gia đình hạnh phúc bên cạnh người vợ Joanna và cô con gái xinh đẹp là Carol. Vào ngày nọ Joanna cùng Carol đi mua sắm ở siêu thị D'Agostino. Nhan sắc của Carol cũng như số tiền đã lọt vào tầm ngắm của 3 tên bụi đời hành nghề trộm cướp.Bọn chúng tìm thấy địa chỉ căn hộ của Paul thông qua đơn hàng siêu thị.Chúng theo dõi Joanna và Carol đến tận nơi ở của họ.Nhân lúc trong nhà không có đàn ông (lúc này Paul đang đi làm), bọn chúng đóng giả làm nhân viên giao hàng. Carol sập bẫy bọn chúng.Chúng xông vô nhà cướp tiền, đánh đập Joanna dã man còn Carol thì bị chúng hãm hiếp một cách tàn nhẫn.Nhận được tin dữ Paul liền chạy về nhưng đã muộn. Joanna thì chết vì bị thương quá nặng còn cô con gái Carol thì bị sốc vì bị hãm hiếp nên đâm ra Trầm cảm không nói năng gì mặc cho Paul đã cố gắng hỏi han. Đám tang bà Joanna ở Connecticut trong cơn Bão tuyết. Quá sốc vì cái chết của vợ, Paul ra ngoài trong đêm tối với 1 cọc Tiền xu đựng trong cái Tất. 1 người đàn ông say rượu lại gây sự. Paul dùng cái tất chứa cọc tiền xu đánh hắn khiến hắn đau đớn, bỏ chạy. Paul cũng thấy bàng hoàng với phản ứng của mình.
Ông chủ của Paul gửi ông đi công tác ở Tucson, Arizona về dự án quy hoạch vùng đất hoang. Tại đây ông gặp Ames Jainchill, 1 vị khách hàng và là chủ khu đất muốn quy hoạch. Ames đón tiếp Paul rất tử tế.Anh mời ông đi tham gia cuộc đấu súng giả do người dân tổ chức.Sau đó ông được Ames đưa đi tham quan khu triển lãm súng của mình. Ames tiết lộ anh là 1 nhà sưu tập các loại súng và muốn mời Paul thử tài thiện xạ của ông. Ames rất ngạc nhiên khi Paul bắn rất giỏi. Paul tiết lộ cha ông là 1 người thợ săn quá cố chết vì đạn lạc hồi nhỏ có cho ông theo học nghề nên ông đã có quen với súng rồi ông tham gia Chiến tranh Triều Tiên nhưng sau lại phản chiến vì ông ghét việc bắn giết lẫn nhau. Cũng vì cái chết của cha mà Paul đã hứa với mẹ sẽ không bao giờ đụng vào súng. Ames tiễn Paul ra sân bay và không quên tặng ông một món quà nói ông nên mở khi về đến nhà.
Trở lại Manhattan, tình hình bệnh trầm cảm của Carol ngày càng xấu hơn. Paul cùng đứa con rể là Jack Toby quyết định đưa Carol vào 1 bệnh viện tâm thần. Trở về căn hộ, Paul mở gói quà của Ames và phát hiện đó là 1 khẩu.32 Colt Police Positive. Ông nạp đầy đạn và mang theo nó đi dạo. 1 tên cướp nghiện Heroin đang lên cơn đói thuốc.Hắn rút súng đe dọa ông phải đưa tiền. Paul liền rút súng bắn chết hắn. Tuy nhiên việc này cũng làm ông ban đầu bị sốc. Ông chạy về nhà và nôn mửa. Tuy nhiên sau đó ông không còn thấy sốc nữa mà từ đây con người ông thay đổi hoàn toàn. Ông thường xuyên ra ngoài đụng độ những tên tội phạm và giết chúng không thương tiếc. Những vụ phạm pháp cũng vì thế mà giảm. Người dân thấy vui mừng dù không ai biết mặt ông. Họ gọi ông là "tử thần giấu mặt" coi ông như 1 siêu anh hùng. Thậm chí có nhiều người còn bắt chước ông đánh trả lại những tên tội phạm mà không hề sợ sệt.
Mặc dù vậy, hành động liều lĩnh này của ông lại khiến chính quyền New York cảm thấy lo ngại vì sẽ bùng phát nạn bạo lực trong thành phố. Họ cử Frank Ochoa (cảnh sát trưởng sở cảnh sát New York) điều tra về "kẻ giấu mặt" này. Bằng phương pháp nghiệp vụ, Frank đã sớm lần ra "kẻ giấu mặt" đó chính là Paul và có ý định sẽ bắt giữ ông.Nhưng văn phòng luật sư New York đã can thiệp để Paul không bị bắt nhưng với điều kiện ông phải đi khỏi thành phố. Thực tế giới quan chức và cảnh sát không hề vui vẻ gì với nạn phạm tội giảm nhưng họ lại không muốn bắt ông vì sẽ bị áp lực từ người dân. Frank không thích ý tưởng đó nhưng vẫn quan tâm.
Paul đụng độ 3 tên cướp ở 1 nhà máy. Ông giết được 2 tên còn 1 tên nhưng lúc này ông cũng bị thương vì bị 1 tên bắn lén. Ông đuổi theo tên còn lại dí hắn đến góc kẹt. Ông yêu cầu giữa ông và hắn có 1 cuộc đấu súng tay đôi. Nhưng vì vết thương quá nặng nên ông đã ngất xỉu còn tên cướp trốn thoát. Ông được cảnh sát và bác sĩ đưa đi bệnh viện trong khi ở hiện trường 1 nhân viên cảnh sát lượm được khẩu súng của ông và bí mật nộp cho Frank. Tại báo chí, Frank phủ nhận Paul là "kẻ giấu mặt" như đồn đại. Ông đến bệnh viện gặp Paul. Frank cho phép Paul được bí mật rời khỏi New York với điều kiện Frank sẽ tịch thu khẩu súng của ông và tiêu hủy nó.
Paul đến Chicago. Ở cuối phim Paul được đại diện công ty chào đón.Ông bắt gặp 1 toán côn đồ đang quấy rối 1 người phụ nữ. Paul giúp người phụ nữ.Bọn chúng bỏ đi nhưng vẫn làm hành động khiêu khích. Đáp lại Paul chỉ giơ tay làm thành hình cây súng hướng về phía chúng và mỉm cười.

## Vai diễn
- Charles Bronson vai Paul Kersey: 1 kiến trúc sư có người vợ bị giết và đứa con gái bị hãm hiếp bởi các băng đảng tội phạm đã quyết định sẽ diệt trừ các băng đảng tội phạm để trả thù.
- Hope Lange vai Joanna Kersey: vợ của Paul bị 1 nhóm 3 tên cướp đột nhập đánh đập đến chết.
- Kathleen Tolan vai Carol Toby: con gái của Paul và Joanna. Cô bị 3 tên cướp hãm hiếp đến mức bị trầm cảm.
- Steven Keats vai Jack Toby: chồng của Carol.Anh là 1 luật sư rất yêu thương vợ.Sau khi vợ anh bị trầm cảm, anh rất đau khổ.
- Vincent Gardenia vai Frank Ochoa: cảnh sát trưởng sở cảnh sát New York người đã giúp đỡ Paul che giấu thân phận.
- Stuart Margolin trong vai Ames Jainchill: 1 người khách hàng trong dự án của Paul, rất quý mến ông.